# Рухадзе, Анри Амвросьевич
Анри Амвросиевич (Амвросьевич) Рухадзе (9 июля 1930, Тифлис — 7 марта 2018, Москва) — советский и российский физик. Доктор физико-математических наук, профессор, лауреат Государственных премий (дважды) и премии им. М. В. Ломоносова МГУ. А. А. Рухадзе автор более 600 опубликованных работ, в том числе более 55 обзоров и 14 монографий. Подготовил 66 кандидатов и 32 доктора наук. Индекс Хирша — 19.

## Биография
Родился в семье учёного-математика Амвросия Калистратовича Рухадзе. Своё имя получил в честь Анри Пуанкаре (как сам рассказывал на лекциях).
Среднюю школу окончил с золотой медалью.
В 1948 году поступил на физико-технический факультет МГУ. В связи с упразднением физико-технического факультета в 1951 году был переведён в Московский инженерно-физический институт, который с отличием окончил в 1954 году. С 1954 по 1957 год в аспирантуре ФИАНа (научный руководитель И. Е. Тамм). В 1958 году защитил кандидатскую диссертацию на тему «Взаимодействие двух нуклонов в методе Тамма — Данкова». в 1964 году защитил докторскую диссертацию на тему «Теория колебаний и устойчивости пространственно неоднородной и неравновесной плазмы». С 1971 года — профессор.
Научные интересы: электродинамика материальных сред, физика плазмы, кинетическая теория плазмы и газов, квантовая кинетика, физическая электроника, физика релятивистских сильноточных электронных пучков.
Похоронен на Хованском кладбище (Западная терр., уч. 11н).

### Семья
- Дочь: Рухадзе Наталья Анриевна, физик.
- Сын: Рухадзе Зураб Анриевич
- Внуки и внучки: Ирина, Константин, Лука

### Участие в советах
- Член научного совета РАН по физике плазмы,
- Член научного совета РАН по релятивистской электронике,
- Зам. председателя докторского диссертационного совета Д 501.001.66 при МГУ,
- Зам. председателя докторского диссертационного совета при ИОФ им. А. М. Прохорова РАН,
- Член редколлегий журналов «Краткие сообщения по физике ФИАН» и «Прикладная физика»

## Рухадзе и лженаука
Действительный член (академик) РАЕН.
Критиковал деятельность Комиссии по борьбе с лженаукой РАН.
Одобрял или не считал лженаучными некоторые отвергаемые научным сообществом исследования, в частности «Новую хронологию». Рецензент псевдонаучной книги Г. И. Шипова «Теория физического вакуума». Также дал положительный отзыв на «научный доклад» А. Е. Акимова при присуждении ему в РАЕН степени доктора физико-математических наук.
Автор мемуаров и статей, которые, по мнению В. Л. Гинзбурга, искажают историю развития физики.

### Статьи
- Рухадзе А. А. К задаче взаимодействия нуклонов посредством псевдоскалярного мезонного поля // ЖЭТФ. — 1955. — Т. 29, вып. 5. — С. 709—711.
- Рухадзе А. А., Попов Ю. М. Неупругое рассеяние мезонов в полуфеноменологической теории π-мезонов // ЖЭТФ. — 1955. — Т. 29, вып. 6. — С. 893.
- Анищенко Ю. В., Рухадзе А. А. Поляризация при двукратном рассеянии электронов // ЖЭТФ. — 1957. — Т. 33, вып. 1. — С. 279—280.
- Рухадзе А. А. Об упругом рассеянии частиц высокой энергии на дейтроне // ЖЭТФ. — 1958. — Т. 34, вып. 4. — С. 1014—1015.
- Рухадзе А. А. К задаче взаимодействия двух нуклонов в методе Тамма — Данкова // ЖЭТФ. — 1958. — Т. 35, вып. 2. — С. 511—512.
- Агранович В. М., Рухадзе А. А. О распространении электромагнитных волн в среде при учете пространственной дисперсии // ЖЭТФ. — 1958. — Т. 35, вып. 4. — С. 982—984.
- Агранович В. М., Рухадзе А. А. Энергетические потери электрона в среде с пространственной дисперсией // ЖЭТФ. — 1958. — Т. 35, вып. 5. — С. 1171—1174.
- Агранович В. М., Пафомов В. Е., Рухадзе А. А. О черенковском излучении электрона, движущегося в среде с пространственной дисперсией // ЖЭТФ. — 1959. — Т. 36, вып. 1. — С. 238—243.
- Болотовский Б. М., Рухадзе А. А. Поле заряженной частицы в движущейся среде // ЖЭТФ. — 1959. — Т. 37, вып. 5. — С. 1346—1351.
- Рухадзе А. А., Силин В. П. О магнитной восприимчивости релятивистского электронного газа // ЖЭТФ. — 1960. — Т. 38, вып. 2. — С. 645—646.
- Коврижных Л. М., Рухадзе А. А. О неустойчивости продольных колебаний электронно-ионной плазмы // ЖЭТФ. — 1960. — Т. 38, вып. 3. — С. 850—853.

См. также публикации в УФН.

### Книги
Автор более 550 статей в научных журналах, 55 обзоров и 14 монографий.
- Силин В. П., Рухадзе А. А. Электромагнитные свойства плазмы и плазмоподобных сред. — М: Атомиздат, 1961.
- Излучение, динамика и устойчивость плотной плазмы сильноточных импульсных разрядов / В. Б. Розанов, А. А. Рухадзе. — Москва : ФИАН, 1969. — 71 с. : ил.; 21 см.
- Гинзбург В. Л., Рухадзе А. А. Волны в магнитоактивной плазме. — М: Наука, 1970, 1975, перевод на англ. язык: Waves in Magnetoplasma, Handbook Elektrophysics v. 49, Heidelberg: Springer Verlag, 1972.
- Александров А. Ф., Рухадзе А. А. Физика сильноточных источников света. — М: Атомиздат, 1976.
- Александров А. Ф., Богданкевич Л. С., Рухадзе А. А. Основы электродинамики плазмы. — М: Высшая школа, 1978, 1988. Перевод на англ. язык: Alexandrov A.F., Bogdankevich L.S., Rukhadze A.A. Principles of Plasma Electrodynamics, Heidelberg: Springer Verlag, 1984.
- Рухадзе А. А. и др. Физика сильноточных электронных пучков. — М: Атомиздат, 1980.
- Ерохин Н. С., Кузелев М. В., Моисеев С. С., Рухадзе А. А. Неравновесные и резонансные процессы в плазменной радиофизике. — М: Наука, 1982.
- Александров А. Ф., Богданкевич Л. С., Рухадзе А. А. Колебания и волны в плазменных средах. — М: Изд. МГУ, 1990.
- Кузелев М. В., Рухадзе А. А. Электродинамика плотных электронных пучков в плазме. — М: Наука, 1990.
- Kuzelev M.V., Rukhadze A.A. Basics of Plasma Free Electron Lasers. Paris: Editions Frontieres, 1995
- Александров А. Ф., Рухадзе А. А. Лекции по электродинамике плазмоподобных сред. — М: Изд. МГУ, 1999.
- Александров А. Ф., Рухадзе А. А. Лекции по электродинамике плазмоподобных сред. Неравновесные среды. — М: Изд. МГУ, 2002.
- Кузелев М. В., Рухадзе А. А., Стрелков П. С. Плазменная релятивистская СВЧ электроника. — М: Изд. МГТУ им. Н. Э. Баумана, 2002.
- Кузелев М. В., Рухадзе А. А., Методы теории волн в средах с дисперсией. — М. Фиэматгиз, 2007, перевод на англ. язык: Methods of Waves Theory in Dispersive Media, World Publisher, Zhurikh, 2009.
- Рухадзе А. А., Игнатов А. М., Гусейн-заде Н. Г. Введение в электродинамику плазмы. — М. Изд. МИРЭА, 2007.

## Награды
- Орден «Знак Почёта» (1971)
- Орден Трудового Красного Знамени (1981)
- Государственная премия СССР (1981)
- Ломоносовская премия МГУ (1989)
- Государственная премия СССР (1991)
- Заслуженный деятель науки Российской Федерации (6 апреля 1992) — за заслуги в научно-педагогической деятельности[7]
- Почётный доктор Софийского университета им. К. Охридского (Болгария)
- Почётный доктор Института теоретической физики им. Н. Н. Боголюбова (Украина)
- Иностранный член национальной академии наук республики Грузия.

### Статьи
- Рухадзе А. А. Мифы и реальность. О лучевом оружии в России.(О целях и возможностях их достижений)
- Рухадзе А. А. Недоразумения и недобросовестность в науке. Часть I. Фрагменты истории: ошибки, открытия, реклама и пр.
- Рухадзе А. А., Самохин А. А. Недоразумения и недобросовестность в науке. Часть II. Люди науки в разрушающемся обществе
- Рухадзе А. А., Самохин А. А. Недоразумения и недобросовестность в науке. Часть III. Отрицательный индекс
- Рухадзе А. А., Уруцкоев Л. И. Всех наук великий цензор, или много шума из ничего